# هاني سعيد
هاني سعيد، من مواليد 22 أبريل 1980 في القاهرة في مصر، لاعب كرة قدم مصري.
بدأ مسيرته الكروية مع الأهلي المصري ثم استغنى عنه النادى وانتقل إلى نادي باري الإيطالي في عام 1998، ولعب معهم حتى عام 2003 وهذه الأثناء تنقل إلي العديد من الأندية في صفقات إعارة، وفي عام 2003 انتقل إلى نادي ميسينا الإيطالي، ولعب معهم حتى عام 2005، وفي موسم 2005/2006 لعب مع نادي فيورنتينا الإيطالي، في موسم 2006/2007 انتقل إلى نادي مونز البلجيكي، ولعب بعدها في نادي الإسماعيلي منذ عام 2007 حتى أن اشتراه نادى الزمالك.
وبموجب هذا العقد أصبح هانى مع الزمالك حتى عام 2011 وقام النادي بتقييد هانى في منطقه الجيزة وكذلك تم قيده في القائمة الافريقيه.

## وصلات خارجية
- هاني سعيد على موقع الاتحاد الأوربي (الإنجليزية)
- هاني سعيد على موقع قاعدة بيانات كرة القدم.إي يو (الإنجليزية)
- هاني سعيد على موقع ناشيونال فوتبول تيمز (الإنجليزية)
- هاني سعيد على موقع Soccerway.com (الإنجليزية)
- هاني سعيد على موقع عالم كرة القدم.نت (الإنجليزية)